# Vadim Vasilyev

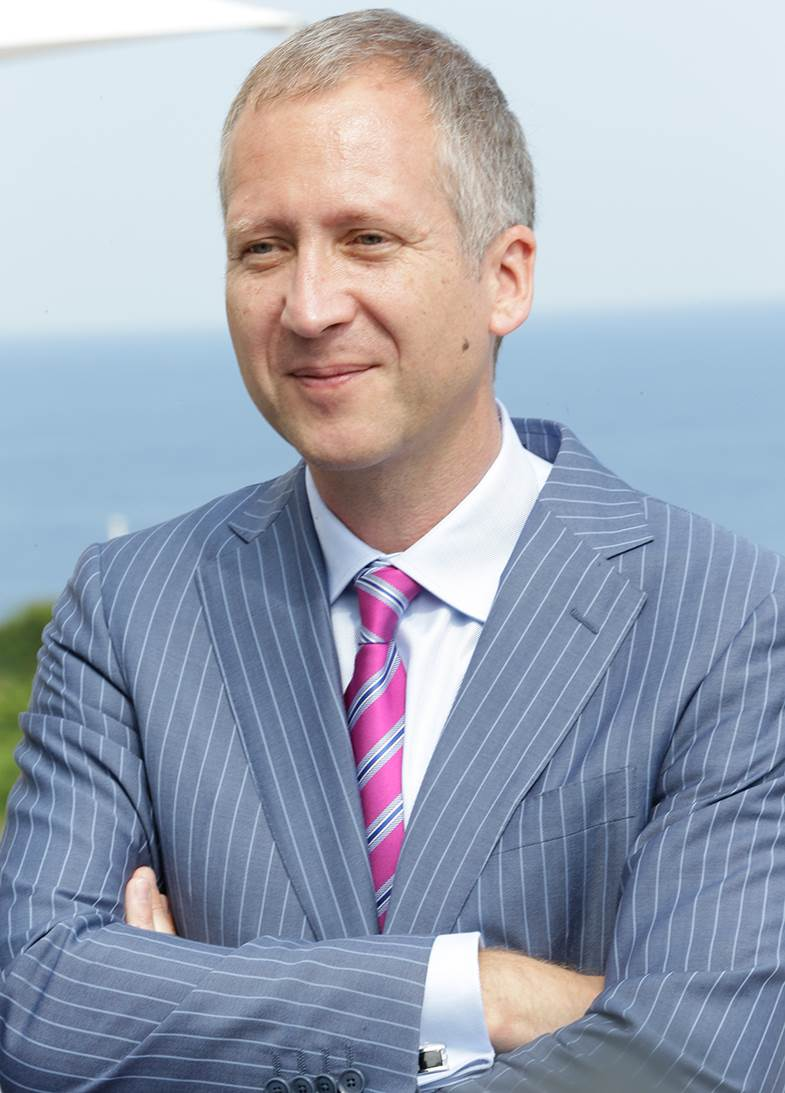
Vadim Vasilyev

Vadim Vasilyev (23 de septiembre de 1965) es el vicepresidente del club francés de fútbol AS Monaco FC. Fue nombrado para ese puesto el 8 de agosto de 2013 y se ha desempeñado desde entonces un papel clave en el desarrollo el equipo de Mónaco, incluyendo un número de firmas de alto nivel realizadas durante la ventana de transferencia de verano 2013.

## La educación y los negocios carrera
Vasilyev se graduó con una licenciatura en Economía por el Instituto Estatal de Moscú de Relaciones Internacionales en 1987.
Trabajó para el Ministerio de Asuntos Exteriores de la Unión Soviética de 1987 a 1990 durante la cual se envió a la embajada soviética en Islandia.
Después de su carrera diplomática, que entonces trabajaba para un número de diferentes empresas privadas, incluyendo Uralkali, el principal productor mundial de potasa, donde fue director de Exportaciones. Más tarde, fundó su propia compañía y trabajó como empresario desarrollar varios negocios diferentes.

## Carrera futbolística
Vasilyev siempre ha tenido un fuerte conocimiento y un gran interés en el fútbol - tanto en el juego interior ruso y el club de fútbol de toda Europa. En enero de 2013, comenzó a trabajar como asesor del Presidente del AS Monaco, Dmitry Rybolovlev, ayudando al club a completar una serie de acuerdos de transferencia significativos durante la ventana de invierno de 2012-2013. Durante ese período como asesor desarrolló una fuerte relación de trabajo con los ejecutivos clave en el AS Monaco y desarrollar aún más su conocimiento de la gestión de equipos y mercado de fichajes. Se le preguntó posteriormente a formar parte del club de manera permanente y se convirtió en el director deportivo el 25 de marzo de 2013.
En el papel de director deportivo, Vasilyev se encarga de la gestión del primer equipo, jugador reclutamiento y el servicio de exploración, el cuerpo técnico, el servicio médico y de la academia.
Tras su nombramiento, su primer objetivo era asegurar que el club logró el ascenso a la Ligue 1 en la temporada 2012-2013, regresando así a la máxima categoría del fútbol francés tan sólo dos años después de los puestos de descenso de Mónaco a la Ligue 2 en 2011. Este objetivo se logró con comodidad como AS Monaco terminó la temporada como Liga de Campeones.
Después de alcanzar el primer objetivo de la promoción de nuevo a la Ligue 1, Vasilyev ha centrado estrechamente en la gestión de la ventana de transferencia de verano del club. Durante esta ventana de transferencia, Vasilyev ha centrado en la contratación de los principales actores - tanto franceses como extranjeros - que él y el club cree que le ayudará a lograr su objetivo de convertirse en una fuerza importante en la Ligue 1 en la temporada 2013-14. El alto perfil de los nuevos reclutas son: Éric Abidal, Jérémy Toulalan, Ricardo Carvalho, Nicolas Isimat-Mirin, Radamel Falcao, João Moutinho y James Rodríguez.